# گتوند
گُتوَند شهری در استان خوزستان و مرکز شهرستان گتوند است. این شهر در سال ۱۳۹۵ حدود ۲۴۰۰۰ تن جمعیت داشته‌است.
گتوند پیش از این در بخش گتوند شهرستان شوشتر قرار داشت که با ارتقاء بخش گتوند به شهرستان، تقسیمات کشوری آن نیز تغییر کرد.
شهرستان گُتوند یکی از شهرستان‌های استان خوزستان است. مرکز این شهرستان شهر گتوند است. این شهرستان در آخرین سرشماری، حدود ۷۴۰۰۰ تن جمعیت داشته‌است.
شهرستان گُتْوَنْد در شمال شهرستان شوشتر قرار دارد و دارای دو ناحیه مرکزی و عقیلی است. بخش عقیلی خاکی حاصلخیز دارد. رودخانه کارون از شهر گتوند می گذرد. همچنین گتوند دارای یک سد تنظیمی به نام سد گتوند و یک سد بزرگ برای تولید انرژی و ذخیره‌سازی آب بنام گتوند علیا است.آذر پربارش ترین ماه سال در گتوند است. بهترین زمان مسافرت به گتوند، ماه‌های آذر تا نیمه ی فروردین ماه است.
آرامگاه دکتر قیصر امین‌پور(شاعر) در ورودی شهر گتوند(جنب پارک گلستان) قرار دارد.

## گویش و مردم
مطابق اطلس زبان‌های ایران گویش اغلب مردم شهر گتوند گویش بختیاری می‌باشد و اقلیتی به زبان فارسی معیار صحبت می‌کنند. در فرهنگ جغرافیایی ایران از حسینعلی رزم‌آرا، ساکنان گتوند بختیاری و زبانشان لری و فارسی ذکر شده است. جان گوردن لوریمر در زمان قاجار، گتوند را ملک خوانین بختیاری عنوان میکند که ساکنان آن هزار خانوار از ایل هفت لنگ بختیاری هستند.

## رودخانه‌ها
دو رودخانه در این منطقه جریان دارد یکی رودخانه بزرگ کارون که از کوه‌های بختیاری سرچشمه گرفته و در ابتدای ورود به جلگه خوزستان به شمال گتوند می‌رسد که توسط سد گتوند مهار شده و زمین‌های بخش مرکزی و بخش عقیلی را آبیاری نموده و کانال عظیم منشعب از آن جهت تأمین آب مصرفی شرکت کشت و صنعت کارون و صنایع جانبی آن نیز به سمت دیمچه روان است.
رودخانه شور یکی دیگر از رودهایی است که در جنوب گتوند به کارون می‌ریزد. از این رودخانه با مهارت خاصی نمک تولید می‌کنند. در منابع قدیم این رود به شور زن مرده یا زنگ مرده مشهور بوده‌است.
رودخانه کارون بعد از طی مسافتی وارد شهرستان شوشتر می‌شود.

## آثار و بناهای تاریخی
- شیخ سلیمو (قلعه رستم)
- چغا تپه
- گچ سنگی
- آسیابهای راک
- سنگ اژدها (برد اژدها)
- کوه طبل خانه
- دخمه‌ها (خرفخانه‌ها)
- گلو گرد